# Francis George Montagu-Douglas-Scott
Lord Francis George Montagu-Douglas-Scott KCGM (ur. 1 listopada 1879 w Dalkeith, zm. 26 lipca 1952 w Londynie), najmłodszy syn Williama Montagu-Douglasa-Scotta, 6. księcia Buccleuch, i lady Louisy Jane Hamilton, córki 1. księcia Abercorn.
Walczył podczas II wojny burskiej. W latach 1905–1911 był adiutantem wicekróla Indii. Walczył podczas I wojny światowej, gdzie został ranny. Został wspomniany w rozkazie dziennym, odznaczony Distinguished Service Medal (1914 r.) i awansowany do stopnia podpułkownika Grenadier Guards. W latach 1932–1936 i 1937–1944 był nieoficjalnym członkiem Rady Wykonawczej. W 1937 r. otrzymał Krzyż Komandorski Orderu św. Michała i św. Jerzego. Walczył podczas II wojny światowej w East African Forces i został wspomniany w rozkazie dziennym. Po wojnie był członkiem Rady Ustawodawczej w Kenii.
11 lutego 1915 r. poślubił w Londynie lady Eileen Elliot-Murray-Kynynmound (13 grudnia 1884 – 29 maja 1938), córkę Gilberta Elliot-Murray-Kynynmounda, 4. hrabiego Minto, i Mary Caroline Grey, córki generała Charlesa Greya. Francis i Eileen mieli razem dwie córki:
- Pamela Violet Montagu-Douglas-Scott (7 lipca 1916 – 5 lutego 1992)
- Moyra Eileen Montagu-Douglas-Scott (ur. 15 marca 1919), żona majora Hugo Douglasa Tweediego i pułkownika Davida de Crespigny Smileya. Ma dzieci.